# Dichomeris brevicornuta
Dichomeris brevicornuta is een vlinder uit de familie van de tastermotten (Gelechiidae). De wetenschappelijke naam van de soort is voor het eerst geldig gepubliceerd in 2013 door Hou-hun Li, Hui Zhen & Wolfram Mey.

## Type
- holotype: "male, 28-30.XI.2004. leg. W. Mey"
- instituut: MfN Leibniz Institute at Humboldt Universität, Berlin
- typelocatie: "RSA, Transvaal, Nylsvley, Sericea Farm"